# Nghĩa Phú, Nghĩa Hưng
Nghĩa Phú là xã thuộc huyện Nghĩa Hưng, tỉnh Nam Định, Việt Nam.

## Địa giới hành chính
Xã Nghĩa Phú nằm ở khu vực trung tâm của huyện Nghĩa Hưng, thuộc tả ngạn sông Đáy.
- Phía bắc giáp xã Nghĩa Hồng, huyện Nghĩa Hưng.
- Phía đông giáp xã Nghĩa Phong, huyện Nghĩa Hưng.
- Phía nam giáp xã Nghĩa Tân và thị trấn Quỹ Nhất, huyện Nghĩa Hưng.
- Phía tây giáp các xã Ân Hòa, Kim Định và Hồi Ninh, huyện Kim Sơn, tỉnh Ninh Bình (ranh giới tự nhiên là sông Đáy).